# Røa IL
Røa Idrettslag is een op 11 november 1900 opgerichte Noorse sportclub uit de voormalige stadswijk Røa, nu deel uitmakend van de stadswijk Vestre Aker in Oslo. De dominante sportafdelingen van de club zijn bandy, noords skiën en voetbal. Daarnaast zijn ook gymnastiek en handbal onderdelen van de club.

## Bandy
In deze tak van sport bereikte de club tweemaal de finale van de Noorse beker die beide keren werd verloren van Stabæk IF. In 1999 degradeerde het hoogste team uit de hoogste divisie. De thuisbaan is de Røa Kunstisbane Bogstad.

## Noords skiën
Twee van de bekendste namen die de club voortbracht zijn Olav Hansson. Hij werd in 1982 in Oslo wereldkampioen bij het schansspringen met het team op grote schans en Martin Johnsrud Sundby, die lid is van het nationaalteam bij het langlaufen en één wereldbekerwedstrijd won.

## Voetbal

### Mannen
Het eerste mannenelftal speelt in de 6. divisjon (zevende klasse).

### Vrouwen
De succesvolste afdeling van de club is de vrouwenvoetbalafdeling. De afdeling ontstond buiten de club op initiatief van Røa legende Ole Bjørn Edner en zijn dochter Kristine Edner Wæhler en haar vriendinnen. Het team werd opgenomen in de club nadat het in 1993 de Norway Cup (een jaarlijks jeugdtoernooi in Oslo) won. In het seizoen 1994 begon het team in de vierde klasse en in 2000 promoveerde het team naar de Toppserien, de hoogste voetbalklasse in het vrouwenvoetbal. Het team kreeg hierna de koosnaam "Dynamite Girls" van een voormalige bandyspeler van de club.
Het eerste seizoen streed de club om plaatsbehoud en werd zevende op tien clubs met twee punten voorsprong op nummer negen en tweede degradant. In 2004 werd de Noorse beker en het landskampioenschap gewonnen. Dezelfde prestatie werd in 2008 en 2009 herhaald. Daarnaast werd de beker ook in 2006 gewonnen en in 2007 ook de landstitel behaald.
Met de landstitels kwalificeerde het team zich tevens voor de UEFA Women's Cup en diens opvolger UEFA Women's Champions League (van 2009/10).
Nationaalelftal
Enkele nationaalelftal speelsters van Røa zijn onder andere de WK 2007 deelneemsters Siri Nordby (aanvoerster), Guro Knutsen Mienna, Lene Mykjåland, Marie Knutsen en Marit Fiane Christensen.
| Prestaties          |      |      |      |      |         |      |         |      |         |         |
| Kampioenschap       | 2000 | 2001 | 2002 | 2003 | 2004    | 2005 | 2006    | 2007 | 2008    | 2009    |
| Toppserien          |      | 7e   | 4e   | 4e   | 1e      | 6e   | 3e      | 1e   | 1e      | 1e      |
| Beker van Noorwegen | KF   | KF   | 3R   | HF   | Winnaar | HF   | Winnaar | HF   | Winnaar | Winnaar |

#### In Europa
| Seizoen | Competitie                    | Ronde | Land               | Club                   | Uitslagen      |
| ------- | ----------------------------- | ----- | ------------------ | ---------------------- | -------------- |
| 2005/06 | UEFA Women's Cup              | 1e    | Vlag van IJsland   | Valur Reykjavík        | 1-4            |
|         | toernooi in Jakobstad         | 1e    | Vlag van Estland   | Pärnu JK               | 9-1            |
|         |                               | 1e    | Vlag van Finland   | United Pietarsaari     | 3-2            |
| 2008/09 | UEFA Women's Cup              | 1e    | Vlag van Finland   | FC Honka Espoo         | 0-2            |
|         | toernooi in Oslo              | 1e    | Vlag van Bulgarije | FC NSA Sofia           | 6-0            |
|         |                               | 1e    | Vlag van Georgië   | FK Iveria Chasjoeri    | t.z.t.         |
|         | toernooi in Oslo              | 2e    | Vlag van Schotland | Glasgow City LFC       | 6-1            |
|         |                               | 2e    | Vlag van Duitsland | 1. FFC Frankfurt       | 1-3            |
|         |                               | 2e    | Vlag van Rusland   | Zvezda 2005 Perm       | 1-3            |
| 2009/10 | UEFA Women's Champions League | 1e    | Vlag van Engeland  | Everton LFC            | 3-0 *, 0-2     |
|         |                               | 1/8F  | Vlag van Rusland   | Zvezda 2005 Perm       | 0-0 *, 1-1 (u) |
|         |                               | 1/4F  | Vlag van Duitsland | 1. FFC Turbine Potsdam | 0-5, 0-5 *     |

* = thuiswedstrijd
Arna-Bjørnar · 
Avaldsnes IL · 
Klepp IL · 
Kolbotn IL · 
LSK Kvinner · 
FC Lyn Oslo · 
Rosenborg BK · 
IL Sandviken · 
Stabæk · 
Vålerenga IF